# József Attila Szakközépiskola
A Heves Vármegyei Szakképzési Centrum József Attila Technikum, Szakképző Iskola és Kollégium Gyöngyös város egyik középiskolája, mely egyben a város legnagyobb oktatási intézménye.

## Története
Gyöngyösön az iparoktatás 1882-ben kezdődött, és azóta is folyamatosan működik az iskola falain belül. Az iskola megalakulása óta eltelt több mint száz év alatt a szakoktatást szolgáló iskola a város több helyén működött. Kezdetben Iparos Tanonciskola néven, majd 1953-tól az MTH 214. Sz. Intézet 1956-tól a 214. sz. Erkel Ferenc Iparitanuló-intézet nevet kapta meg. 1954-ben került az iskola a Katona József úti épületbe (most a Károly Róbert Szakképző Iskola épülete, a volt Postapalota), ahol 1983-ig működött.
A nagy változás 1983-ban a Dél-Kálváriaparti új épület átadásával következett be. Az „új” épületben helyet kaptak modern, jól felszerelt tanműhely, tornaterem, étterem, uszoda és szabadtéri sportpályák. Bevezették az 1980-as évek végén a szakközépiskolai képzést, és kialakultak a gyakorlati oktatás tanműhelyi feltételei az iskola épületében és az iskola Kenyérgyár úti tanműhelyében.
1988-ban az iskola felvette József Attila nevét.